# Пиньятелли

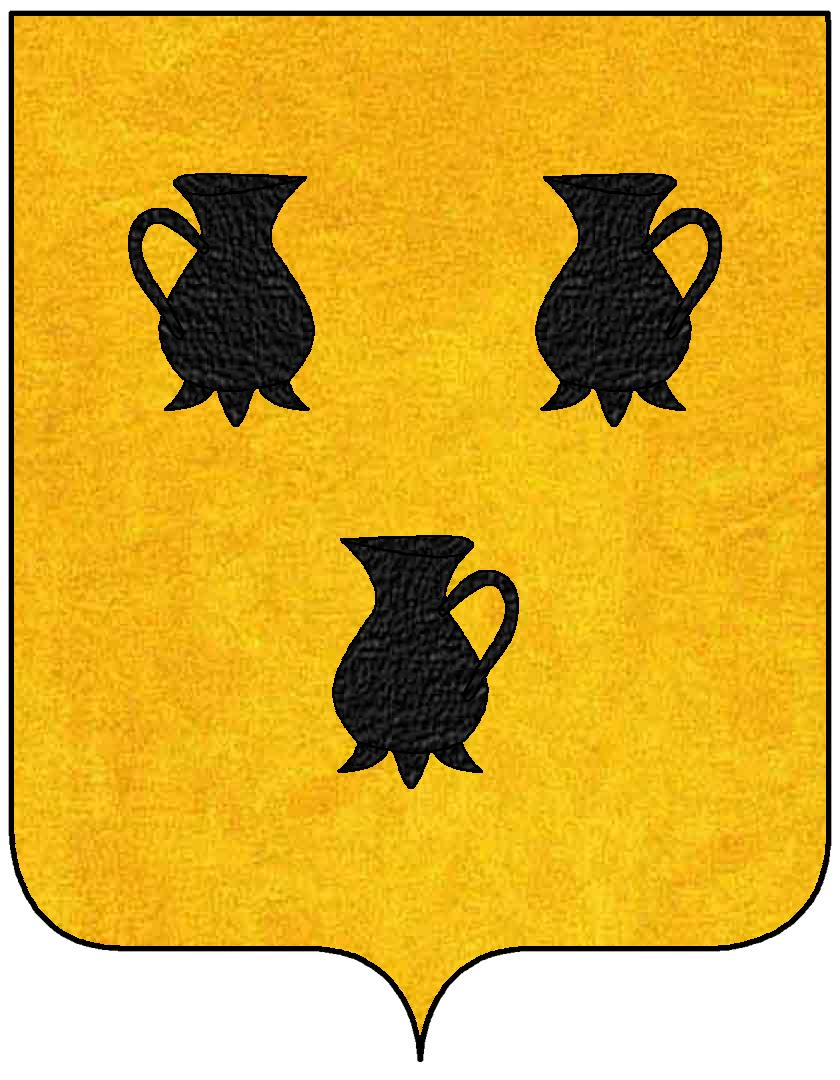
Герб рода Пиньятелли

Пиньяте́лли (итал. Pignatelli) — одна из знатнейших фамилий Неаполя, известная с начала XII века (с 1102 года).
Основателем рода считается Луцио Пиньятелли, коннетабль Неаполя. Его потомки вписали своё имя в историю королевств Неаполитанского и Сицилийского, а также Апулии, Калабрии и Испании. Среди них были имперские князья и гранды Испании, а также пять кардиналов, один папа римский и один святой (что позволяет относить этот род к кругу «чёрной знати»). 

В разное время Пиньятелли принадлежало 178 сеньорий, титулы 18 графств, 22 маркизатов, 16 герцогств и 14 княжеств. Современные представители рода носят титулы князей Бельмонте и Нойя (и ещё 12 княжеских титулов), герцогов Бизачча и Монтелеоне (и ещё 14 герцогских титулов), графов Эгмонт и Брен (и ещё 16 графских титулов). 

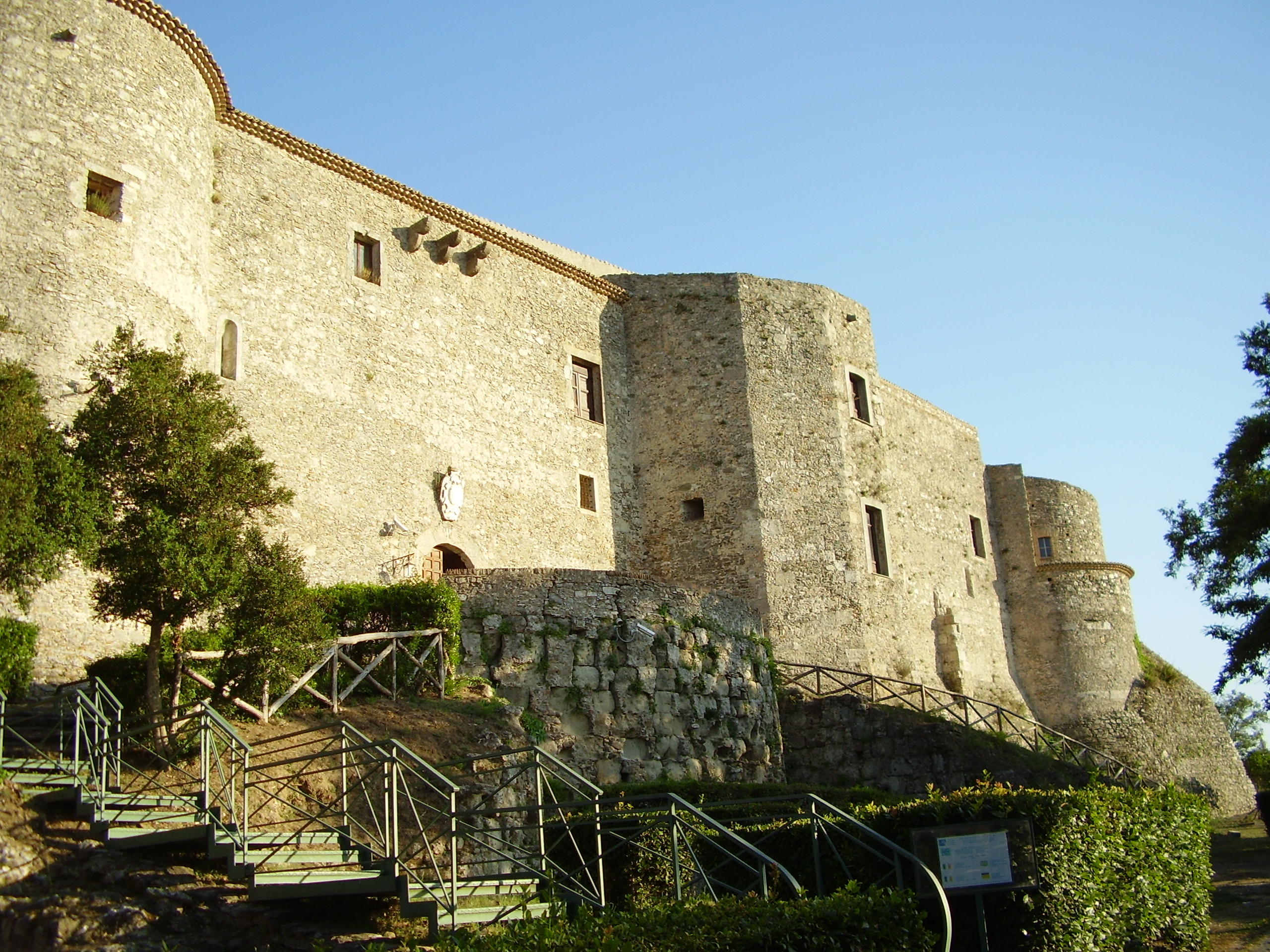
Родовой замок герцогов Монтелеоне из рода Пиньятелли в Вибо-Валентия

Имя Пиньятелли сохраняет квартал Рима, примыкающий к Аппиевой дороге. Вилла Пиньятелли, построенная близ Неаполя архитекторами Пьетро Валенте и Гульельмо Беки, принадлежала Ф. Р. Дальберг-Актону и К. М. Ротшильду перед тем, как перейти в 1867 году в собственность герцога Монтелеоне.

## Представители
- Антонио Пиньятелли (1615—1700) — Папа римский Иннокентий XII;
- Ихар, Фернандо Пиньятелли (1654—1729), 6-й герцог де Ихар — испанский военный и государственный деятель, генерал-фельдмаршал Священной Римской империи, участник войны за Испанское наследство.
- Иосиф Пиньятелли ди Фуэнтес (1737—1811) — католический святой;
- Фаустина Пиньятелли (1705—1769) — одна из первых женщин-математиков;
- Франческо Мария Пиньятелли (1744—1815) — кардинал;
- Гранито Пиньятелли ди Бельмонте, Дженнаро (1851—1948) — кардинал;
- Карло Пиньятелли (род. 1944) — итальянский модельер и предприниматель;
- Пиньятелли, Никколо (герцог ди Бизачча) (1658—1719) — испанский генерал;
- Пиньятелли-Эгмонт, Ги-Феликс (герцог ди Бизачча) (1720—1753) — французский генерал.